# Kymenlaakso
Kymenlaakso (Zweeds: Kymmenedalen) is een Finse regio met 161.391 inwoners op een gebied van 4.558,72 km² (2021). Kymenlaakso bestaat uit zeven gemeenten, waarvan er drie de status van stad hebben: Kouvola, Kotka en Hamina. 

## Geografie
Kymenlaakso ligt in het zuidoosten van het land, aan de Finse Golf. Het grenst aan de landschappen Uusimaa in het westen, Päijät-Häme in het noordwesten, Etelä-Savo in het noorden en Etelä-Karjala in het oosten. In het zuidoosten heeft het een korte grens met Rusland.
Het landschap is genoemd naar de rivier de Kymijoki: de naam betekent letterlijk Kymi-dal. De hoofdstad Kouvola ligt op de plaats waar de verkeersroutes tussen Helsinki en Sint-Petersburg deze rivier kruisen. De beide andere steden liggen aan de Finse Golf: de havenstad Kotka en de oude garnizoensplaats Hamina.

## Gemeenten
Kymenlaakso telt in 2022 zeven gemeenten:
Hamina - Iitti - Kotka - Kouvola - Miehikkälä - Pyhtää (Pyttis) - Virolahti.
De enige officieel tweetalige gemeente in Kymenlaakso is Pyhtää.
Hamina · Iitti · Kotka · Kouvola · Miehikkälä · Pyhtää · Virolahti
Voormalige gemeenten:
Anjala · Anjalankoski · Elimäki· Haapasari · Jaala · Karhula · Kuusankoski · Kymi · Sippola · Suursaari · Tytärsaari · Valkeala · Vehkalahti
Åland · Etelä-Pohjanmaa · Etelä-Savo · Kainuu · Kanta-Häme · Keski-Pohjanmaa  · Kymenlaakso · Lapin maakunta · Midden-Finland · Noord-Karelië · Österbotten · Päijät-Häme · Pirkanmaa · Pohjois-Pohjanmaa · Pohjois-Savo · Satakunta · Uusimaa · Zuid-Karelië · Zuidwest-Finland